# Soco (Slogohimo)
Soco is een bestuurslaag in het regentschap Wonogiri van de provincie Midden-Java, Indonesië. Soco telt 3121 inwoners (volkstelling 2010).